# Ben Carson
Benjamin Solomon "Ben" Carson Snr. (født 18. september 1951) er en amerikansk politiker, der fra 2017 til 2021 var bolig- og byudviklingsminister i USA. Carson er tidligere neurokirurg og er kendt for at være den første kirurg, som det lykkede at separere siamesiske tvillinger, der var sammenvoksede i hovedet. I 2008 blev han tildelt Presidential Medal of Freedom af præsident George W. Bush. Efter at have holdt en tale på National Prayer Breakfast i 2013, blev han en populær figur i Det republikanske parti for sit syn i sociale spørgsmål og på den føderale regering. Carson stillede op til primærvalgene til præsidentvalget i 2016, men opnåede ikke nominering, men blev udnævnt til bolig- og byudviklingsminister i Donald Trumps regering.

## Præsidentkandidatur
Carsons popularitet i konservative kredse indebærer, at han anses som en mulig præsidentkandidat ved præsidentvalget i USA 2016. Republikanere har lanceret Carson som præsidentkandidat med en kampagne kaldet "Run, Ben, Run." Run, Ben, Run er registreret som en Super PAC hos Federal Election Commission, og havde i april 2014 indsamlet 4 millioner USD og 200.000 underskrifter til støtte for Carsons kandidatur. Ved en afstemning i februar 2014 blandt 62.000 konservative aktivister kom Carson med 77% ind på en tredjeplads blandt de populære kandidater (efter Rand Paul 80% og Ted Cruz 84%).
Den 4. maj 2015 bekræftede Carson sit kandidatur i et interview på en tv-station i Cincinnati, Ohio. Han meddelte officielt, at han stiller op som presidentkandidat for det republikanske parti på et vælgermøde i hans hjemby Detroit.
Ved primærvalgene opnåede Ben Carson initialt en vis succes og var blandt de førende. I løbet af de første primærvalg og caucasuses, måtte Carson dog konstatere, at Donald Trump, Ted Cruz og Marco Rubio alle opnåede bedre resultater, og to dage efter 'Super Tuesday' meddelte Carson den 4. marts 2016, at han indstillede sin valgkamp. Han har anbefalet sine vælgere og valgmænd at stemme på Donald Trump.